# Statslöshet
Statslös är den som inte har medborgarskap i något land. Statslös kan den bli som befinner sig utomlands när hemstaten kollapsar, men även den som av ett eller annat skäl inte uppfyller kraven på medborgarskap i det land där personen föds, eller att personen fråntagits sitt medborgarskap.

## Internationella exempel
En lista på personer som varit statslösa kan göras mycket lång. Kända exempel är Adolf Hitler (1925-1932), Hannah Arendt (1937–1951), Walter Hasenclever (1938–1940), Else Lasker-Schüler (1938–1945) och Usama bin Ladin (1994–2011).
Under 1930-talet gjordes tyska judar statslösa enligt Nürnberglagarna som en del av nazisternas förföljelse av judarna i början av Förintelsen. Detta gjorde det möjligt för nazistregeringen att frånta dem ytterligare rättigheter.
Under det krig som utbröt 1947-1948 i det fd Brittiska mandatet Palestina flydde uppskattningsvis 700 000 muslimska eller kristna palestinska araber till grannländer från den nybildade staten Israel. Många hamnade i flyktingläger.  Staten Israel stoppade dem från att återvända, trots ett beslut i FN 1949, och vägrade registrera dem som medborgare i staten Israel.  Att vara jude eller ha judiska anor blev ett villkor för Israeliskt medborgarskap. I många fall har ingen annan stat velat ge dem medborgarskap så fortfarande är många av deras ättlingar statslösa. En stor del av dem som nu bor i Gaza är ättlingar till någon av dem som blev flykting under detta krig.

## Svensk lagstiftning
Den som har ett svenskt medborgarskap kan inte bli av med det om han eller hon därigenom skulle bli statslös.
Det följer av Regeringsformen att sådana beslut inte får förekomma (förbud mot så kallad expatriering). Att införa lag som möjliggör indragande av medborgarskap för någon som har dubbla medborgarskap skulle endast genom grundlagsändring bli möjligt, medan indragande av enda medborgarskap strider mot folkrätten.